# Dolní Věstonice
Dolní Věstonice (en allemand : Unter-Wisternitz) est une commune du district de Břeclav, dans la région de Moravie-du-Sud, en République tchèque. Sa population s'élevait à 310 habitants en 2020.
C'est un site archéologique du paléolithique supérieur.

## Géographie
Dolní Věstonice se trouve au bord d'un lac de barrage créé dans les années 1980 sur la Dyje, à 10 km au nord de Mikulov, à 23 km au nord-ouest de Břeclav, à 35 km au sud-sud-est de Brno et à 208 km au sud-est de Prague.
La commune est limitée par Pouzdřany au nord, par Strachotín à l'est, par Pavlov au sud, par Horní Věstonice au sud-ouest, et par Pasohlávky à l'ouest.

## Préhistoire

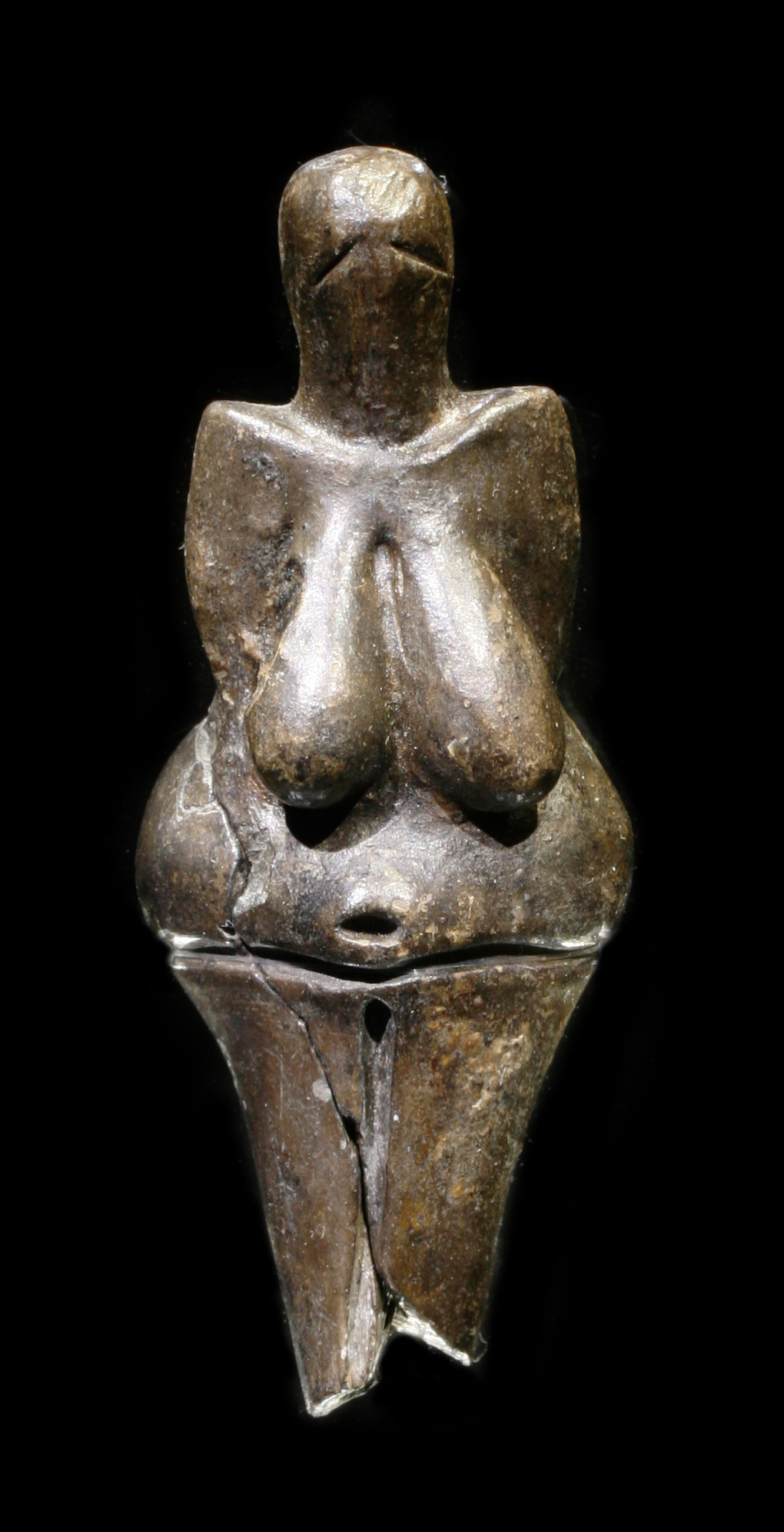
La Vénus de Dolní Věstonice. L'une des premières statuettes de céramique au monde

Des fouilles commencées en 1924 ont montré que la région était densément peuplée à l'âge de pierre pendant le Gravettien (29 000 à 22 000 ans BP). En particulier, la Vénus de Dolní Věstonice est devenue très célèbre, c'est la plus vieille céramique connue. D'autres figures fabriquées en argile cuite et  représentant des animaux ont été retrouvées dans « l'abri du chamane » ainsi que les restes de deux fours et des sépultures. Ces habitants se livraient à la chasse au mammouth. De nombreux vestiges datant du Gravettien ont aussi été découverts dans le village voisin de Pavlov.
D'autres Vénus du Gravettien ont été retrouvées dans cette région, en particulier celles de Willendorf, de Moravany et de Petrkovice.
Les fouilles à Dolní Věstonice II daté d'environ 26 640 AP depuis 1985 ont mis au jour outre une triple sépulture et une sépulture masculine, une colonie structurée avec un certain nombre d'outils en pierre et en os, des objets décoratifs, ainsi que des restes fragmentés d'individus humains associés, ce qui en fait l'un des sites les plus importants du Gravettien d'Europe centrale.

## Histoire
Les restes d'une place forte remontant à l'époque de la Grande-Moravie et donc au IXe siècle ont été retrouvés. 
Au XVIe siècle, le sud de la Moravie sert de refuge à des communautés protestantes et des Huttériens s'établissent à Unter-Wisternitz sous la protection de la noblesse locale. Leur croyance est combattue par les jésuites et Adam von Dietrichstein. Ils sont finalement chassés en 1622 au début de la guerre de Trente Ans et s'en vont plus loin vers la Transylvanie. Auparavant, en 1619, une bataille eut lieu entre les rebelles et les troupes impériales du maréchal Heinrich Duval, comte de Dampierre sur le Peterwiese (la Bataille de Wisternitz (en)). Ces combats se soldèrent par la perte de 3000 soldats impériaux et par l'incendie du village par les troupes du comte de Dampierre.
Au XIXe siècle, le village vivait essentiellement d'agriculture et de viticulture, mais on y trouvait également un moulin, une tuilerie et une brasserie. Il comptait 630 habitants en 1793, 771 en 1910 (768 Allemands et 3 Tchèques) et 688 habitants en 1930 (dont 642 Allemands et 36 Tchèques). À l'issue de la Seconde Guerre mondiale, la population allemande fut expropriée et expulsée vers l'Allemagne en application des décrets Beneš. 
Les parcs et châteaux de Lednice et Valtice, des sites inscrits sur la liste du patrimoine mondial, se trouvent aussi à proximité.